# Della Bosiers
Della Bosiers (geboortenaam Adèle Anne-Marie Julienne Emma Bosiers, Mortsel, 11 november 1946), is een Vlaamse zangeres.  Haar bekendste nummers zijn Fleur de Buda, Horizontaal en Jefke. Ze werd eind jaren 1970 bekend op de Vlaamse televisie als panellid in de televisiequiz de Wies Andersen show. 

## Biografie
Della Bosiers werd geboren in een gezin met drie kinderen. Ze studeerde journalistiek aan de Katholieke Hogeschool voor Vrouwen in Antwerpen.
Tijdens haar studietijd al begon ze met het schrijven van teksten en muziek voor liedjes in het Nederlands, Frans en Engels. Een tijdlang was ze als regieassistente verbonden aan de BRT-televisie. 
Als zangeres werd Bosiers opgemerkt door Ramses Shaffy en Thijs van Leer, waarna ze regelmatig te zien was in Nederland. 
In 1971 bracht ze haar eerste album Della Bosiers uit. Drie jaar later volgde Kwartetten. In 1975 zong ze het duet Mensen van achttien met Wim De Craene op diens album Alles is nog bij het oude. Dit is ook de periode dat ze te zien was in de Wies Andersen show. 
Bosiers maakte vele radio- en televisie-specials in Vlaanderen en Nederland voor verschillende zenders. Ze werkte mee aan de theaterproductie Zeven met onder anderen Ben van der Linden en Christiaan Bor. In 1990 was ze vast jurylid in het BRT-programma "Sterrenwacht". Ze presenteerde ook het kookprogramma "Cordon Bleu".
Ze heeft columns geschreven voor Knack magazine en De Standaard magazine. 
In het kader van de actie "Kom op tegen kanker" maakte ze de singles Er is nog zoveel te doen en En toch.... 
Tegenwoordig werkt zij voor de federale overheid, maar ze treedt nog steeds op, vooral in Nederland.

## Discografie
- Della Bosiers (1971)
- Kwartetten (1974)
- Verzameld (1976)
- Met Hart en Ziel (1976)
- Met Hart en Ziel (1994)
- Tien plekken om nooit meer te vergeten (1993)
- Masterserie (2005)
- Momenten" (2015)